# Музей на съвременното изкуство (Истанбул)
Вижте пояснителната страница за други значения на Музей на съвременното изкуство.
Музеят на съвременното изкуство (на турски: İstanbul Modern Sanat Müzesi) в Истанбул, Турция се намира в квартал Бейолу.
Открит е на 11 декември 2004 г. Музеят се разполага на 2 етажа. На първия етаж се намират временните изложби, както и кино и библиотека, а на втория се разполагат магазин, ресторант и постоянната колекция от творби на музея.

## Галерия
- Музеят на съвременното изкуство, 2007
- Музеят на съвременното изкуство, 2007
- Музеят на съвременното изкуство, 2010
- Музеят на съвременното изкуство, 2011
- Музеят на съвременното изкуство, 2012
- Музеят на съвременното изкуство, 2013